# Andrej Šporn
Andrej Sporn nació el 1 de diciembre de 1981 en Kranj (Eslovenia), es un esquiador que tiene 1 pódium en la Copa del Mundo de Esquí Alpino.

## Biografía
Šporn comenzó su carrera como competidor en slalom, aunque siempre había demostrado un gran talento en ambas disciplinas rápidas, el descenso y Super-G, y también es bueno en el slalom gigante. Fue un competidor exitoso desde una edad temprana, habiendo ganado competencias en su Eslovenia natal en la categoría junior. Lo hizo muy bien en el Campeonato del Mundo Junior de Esquí y terminó entre los diez primeros en slalom y en descenso.
En 2011, en el Campeonato del Mundo de Esquí en Garmisch-Partenkirchen, logró un gran éxito al terminar sexto en la carrera de descenso.
Tras una lesión en 2017, Šporn anunció su retiro del deporte competitivo

## Resultados

### Juegos Olímpicos de Invierno[2]
- 2006 en Turín, Italia
  - Super Gigante: 15.º
  - Combinada: 30.º
  - Descenso: 31.º
- 2010 en Vancouver, Canadá
  - Super Gigante: 18.º
  - Eslalon Gigante: 25.º

### Campeonatos Mundiales
- 2007 en Åre, Suecia
  - Descenso: 19.º
  - Super Gigante: 44.º
- 2011 en Garmisch-Partenkirchen, Alemania
  - Descenso: 6.º
  - Super Gigante: 20.º
- 2013 en Schladming, Austria
  - Descenso: 11.º
  - Super Gigante: 31.º

### Copa del Mundo

#### Clasificación general Copa del Mundo
- 2003-2004: 77.º
- 2004-2005: 89.º
- 2005-2006: 52.º
- 2006-2007: 101.º
- 2007-2008: 102.º
- 2008-2009: 102.º
- 2009-2010: 31.º
- 2010-2011: 38.º
- 2011-2012: 53.º
- 2012-2013: 61.º
- 2013-2014: 120.º

#### Clasificación por disciplinas (Top-10)
- 2003-2004:
  - Combinada: 9.º
- 2005-2006:
  - Combinada: 8.º
- 2009-2010:
  - Descenso: 10.º